# Cheilosia parachloris
Cheilosia parachloris är en tvåvingeart som först beskrevs av Herve-bazin 1929.  Cheilosia parachloris ingår i släktet örtblomflugor, och familjen blomflugor. Inga underarter finns listade i Catalogue of Life.